# Décès en 1133
Décès
- 1129
- 1130
- 1131
- 1132
- 1133
- 1134
- 1135
- 1136
- 1137

Cette page dresse une liste de personnalités mortes au cours de l'année 1133 :
- 22 mai : Sæmundr Sigfússon inn fródhi, le « Savant » (né en 1056), historien islandais.
- 4 ou 12 décembre : Bernardo degli Uberti, cardinal italien.
- 18 décembre : Hildebert de Lavardin, clerc français réformateur, évêque du Mans puis archevêque de Tours.

- Richard de Douvres, évêque de Bayeux.
- Guigues III d'Albon, comte d'Albon.
- Hesson, bénédictin de l'abbaye d'Hirschau dans le Wurtemberg en Allemagne.
- Ibn Hamdis, ou Abd el Jabbar Bnou Abi Bakr Bnou Mouhammed Bnou Hamdis el-Azdi es-Siqli Abou Mouhammed , poète arabe sicilien.

date incertaine (vers 1133)
- Clémence de Bourgogne, Comtesse de Flandre puis comtesse de Brabant, elle est la sœur du pape Calixte II.
- Innocenzo Savelli, cardinal italien.

## Crédit d'auteurs
- Cet article est partiellement ou en totalité issu de l'article intitulé « 1133 » (voir la liste des auteurs).